# Зворотне циркуляційне буріння
Зворотне циркуляційне буріння — це метод буріння, при якому порода безперервно витягується через порожнисту бурову штангу та може бути відібрана для аналізу; є альтернативою колонковому бурінню.
Цей метод може бути швидшим і використовувати менше води, ніж колонкове буріння, але не дає кернів із відносно непорушеного матеріалу, тому аналізом можна отримати менше інформації про структуру породи. Якщо для екстракції різання використовується стиснене повітря, зразок залишається незабрудненим, доступним майже негайно, а метод має низький вплив на навколишнє середовище.
Зворотне циркуляційне буріння (reverse circulation drilling, RC drilling) — це один із методів буріння, який використовується переважно в гірничій справі для геологічної розвідки родовищ корисних копалин. Цей метод базується на зворотному русі бурового розчину або повітря через свердловину, що дозволяє ефективно видаляти ґрунт і зразки породи з великої глибини.

## Історія та розвиток

### Початок використання
Зворотне циркуляційне буріння виникло як розвиток традиційних методів буріння, зокрема з використанням бурового розчину для видалення породи. Початок активного впровадження цієї технології відноситься до середини ХХ століття. Одним із важливих факторів, що сприяли розвитку RC-буріння, було зростання попиту на точнішу і швидшу розвідку родовищ, особливо в умовах складної геології та великих глибин.

### Розвиток технології
Розвиток технології зворотного циркуляційного буріння став можливим завдяки вдосконаленню обладнання. У 1960-х і 1970-х роках було створено бурові установки з компресорами високої потужності, які забезпечували ефективний відбір зразків на великих глибинах. Це дало змогу значно підвищити продуктивність бурових робіт і знизити вартість розвідки.
Зворотне циркуляційне буріння отримало особливу популярність у гірничодобувній промисловості, зокрема під час розвідки золота, міді, залізних руд та інших корисних копалин. Цей метод дозволяє отримувати чисті зразки породи без значного змішування з буровим розчином, що є важливою перевагою для геологів.

### Сучасний стан
Сьогодні зворотне циркуляційне буріння широко застосовується в багатьох країнах світу. Технології буріння постійно вдосконалюються завдяки розвитку матеріалів і обладнання. Сучасні бурові установки мають високу ефективність і можуть працювати в різних умовах, включаючи пустелі, гори та арктичні регіони.
Основні переваги RC-буріння включають:
- Висока швидкість буріння: RC-буріння є значно швидшим порівняно з традиційними методами.
- Чисті зразки: Цей метод дозволяє отримувати незабруднені зразки породи, що є важливим для точної оцінки родовищ.
- Можливість буріння на великих глибинах: Сучасні технології дозволяють бурити на глибину понад 500 метрів.

Завдяки цим перевагам зворотне циркуляційне буріння стало важливим інструментом у геологічній розвідці й розробці родовищ.